# حوار الأعمال العالمي
حوار الأعمال العالمي (بالإنجليزية: World Business Dialogue)‏، هو أكبر مؤتمر عالمي سنوي، منظم من قِبَل طلاب من مختلف بلاد العالم وتقوم باستضافته المنظمة الطلابية (Organisationsforum Wirtschaftskongress (OFW في جامعة كولن في ألمانيا University of Cologne. في هذا المؤتمر، يجري تحليل ومناقشة ابتكارات العصر والتوجهات الاجتماعية وتأثيرها على الشركات والأعمال حيث يتم ذلك عبر دعوة طلاب متميّزين من كافة أنحاء العالم ومن مختلف الخلفيات الأكاديميّة، بالإضافة إلى شخصيّات مهمة من خلفيّات عدّة كالاقتصاد والعلوم والسياسة.
يهدف مؤتمر «حوار الأعمال العالمي» إلى بناء حوار اقتصادي عالميّ بنّاء ومثمر بين الأجيال والحضارات. في عام 1987 تم استضافة أول نسخة من المؤتمر وفي شهر مارس 2014، تم استضافة النسخة ال17 من هذا المؤتمر. من الجدير بالذكر بأنّ بيل جيتس ومايكل بلومبيرغ عمدة مدينة نيويورك وغيرهما من الشخصيات، شاركوا في المؤتمر.